# Ejército Paraguayo
El Ejército Paraguayo es la mayor de las ramas de las Fuerzas Armadas del Paraguay y el más antiguo de los tres servicios uniformados paraguayos; su principal responsabilidad son las operaciones militares terrestres y se organiza en tres cuerpos y nueve divisiones, además de varios comandos y direcciones. Ha tenido participación en dos guerras internacionales, ambas en defensa únicamente de su país, la primera, en la guerra de la Triple Alianza (o guerra del Paraguay, 1864-1870) contra tres países: Brasil, Argentina y Uruguay, y la segunda, en la guerra del Chaco (1932-1935) contra Bolivia.

## Historia

### Periodo español
Paraguay fue protagonista de varias rebeliones, una de ellas conocida como «segunda revolución comunera», cuyos líderes, José de Antequera y Castro, y Fernando de Mompox fueron ajusticiados. Estas rebeliones fueron siempre controladas por el poder real, generalmente con el envío de tropas desde el Perú y el Alto Perú a fin de calmar los ánimos entre los pobladores, quienes se rebelaron por irregularidades de ciertas autoridades y las trabas comerciales impuestas a los paraguayos con el cobro excesivo de tributos en los «puertos concretos».
En 1790, el gobernador Joaquín de Alós y Bru organizó las milicias en cuatro Regimientos: Regimiento de Dragones de Quyquyó, Dragones del Tapuá; Dragones de la Ciudad de Asunción y Dragones de Caballería. Aparentemente consideró el gobernador que esta organización no era suficiente y decidió crear una serie de fuertes sobre el Río Paraguay hasta Coímbra, que se materializaría en épocas del Dr. Francia ya en el Paraguay independiente.
Durante las invasiones inglesas al Río de la Plata, la Gobernación del Paraguay envió un batallón de soldados que portaban distintivos tricolores (rojo, blanco y azul) para diferenciarlos del resto de las fuerzas de la colonia, a fin de expulsar a los invasores ingleses de Buenos Aires y Montevideo en 1805 y 1806.
Sin embargo, y como fuerza defensiva autónoma, la historia del ejército paraguayo se remonta a un año antes de su independencia de España, cuando meses después de la revolución de mayo (que daría inicio a la independencia de las Provincias Unidas del Río de la Plata), la junta de gobierno de Buenos Aires encomendó al entonces coronel Manuel Belgrano, ir con noveciento cincuenta hombres y seis cañones, al Paraguay para derrocar al gobierno realista de Asunción, reconociendo la autoridad de la Primera Junta de Gobierno. Belgrano estaba autorizado a utilizar la fuerza a fin de doblegar al gobierno español de Asunción y someterlo al dominio Hispanoamericano, debiendo estar este bajo influencia de la junta de gobierno de Buenos Aires. La historiografía Argentina sospecha que la junta de Buenos Aires también tenía intenciones, al mandar, inicialmente, poco apoyo material a la causa, de que el coronel ultimara en la batalla.[cita requerida]
El ejército de la Gobernación española del Paraguay derrotó a las tropas comandadas por Belgrano en las batallas de Tacuarí y Paraguarí, a escasos kilómetros de Asunción, cuando el entonces gobernador del Paraguay, Bernardo de Velazco ya había emprendido la retirada. Esta victoria conseguida por los jefes militares nacidos en el actual Paraguay, sumada a las ideas independentistas, los comuneros de Asunción y las ideas de intelectuales como Gaspar Rodríguez de Francia (que había estudiado en la Universidad de Córdoba, creó la confianza necesaria para independizarse el 14 y 15 de mayo de 1811 de España.

### Periodo republicano

#### Primeros años de la república

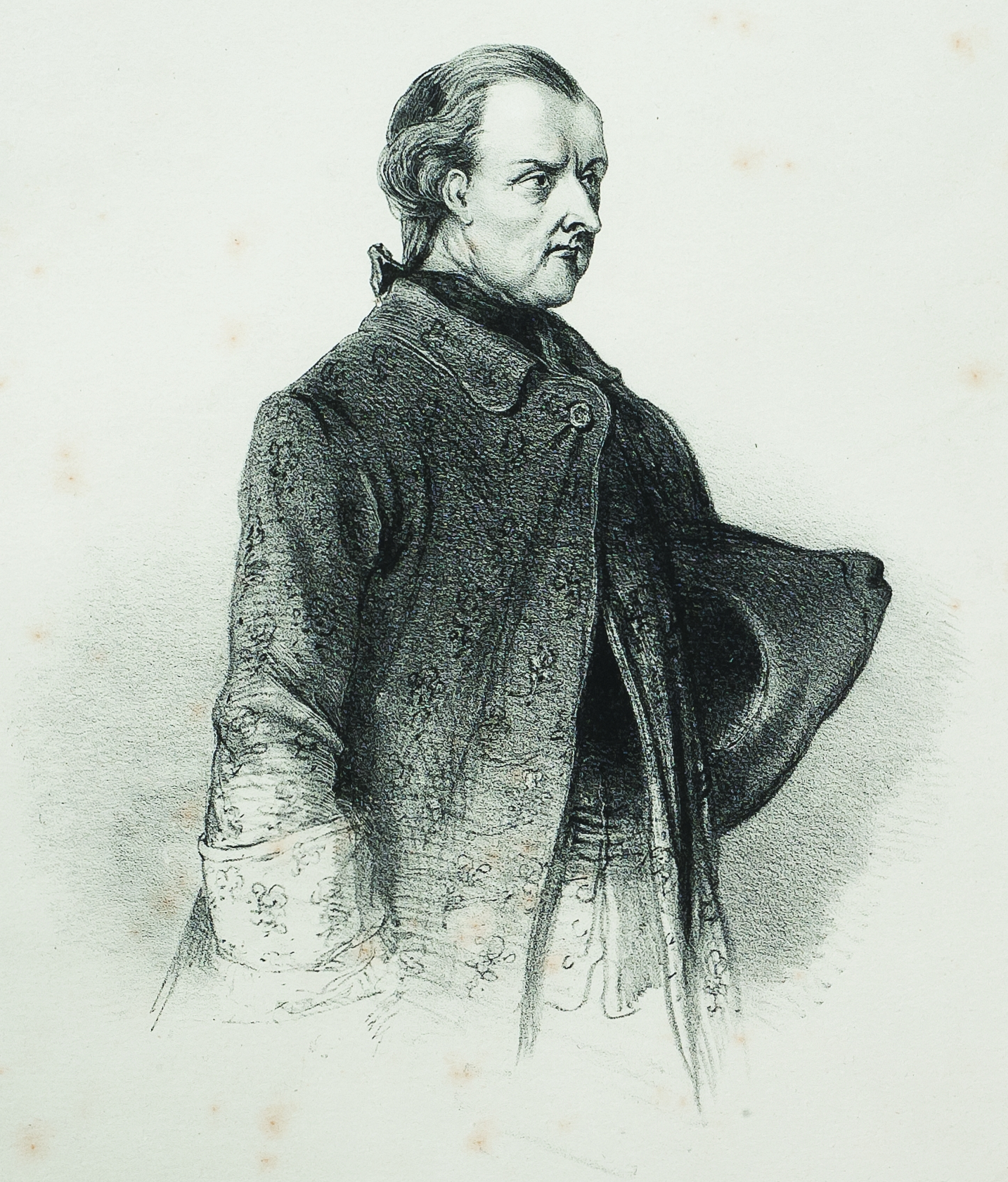
Dr. José Gaspar Rodríguez de Francia, dibujo de A. Demersay

Después de un corto período de alternancia en el Gobierno, el Dr. José Gaspar Rodríguez de Francia asume definitivamente el poder del país con el título de "Supremo Dictador Perpetuo de la República del Paraguay", hasta su muerte acaecida en 1840. Durante su gobierno, caracterizado por el férreo manejo de las finanzas, el cierre de las fronteras, la creación de las "Estancias de la Patria" y una serie de medidas de orden militar tendientes a preservar la independencia nacional, se realiza:
1. La modernización del "Fuerte Borbón", convertido en "Fuerte Olimpo" –luego de la independencia– y del "Fuerte de San Carlos del Apa", a fin de contener el avance luso-brasileño desde la Provincia del Mato Grosso y los ataques de los indios mbayáes y guaicurúes –históricos enemigos de los paraguayos y armados por los portugueses–, que incursionaban produciendo destrozos y secuestros en la población civil de la Villa Real de la Concepción y otras localidades del norte de Asunción.

1. La construcción de "La Fortaleza de San José", la más portentosa construcción de ingeniería militar, única por sus inauditas dimensiones en toda la América del Sur de la primera mitad del XIX. El proyecto de su erección se concibió al cese de las hostilidades entre Brasil y Buenos Aires, en la Banda Oriental, que hizo propicia la invasión del Paraguay hasta ofrecer en ciertos momentos indicios de inminencia. De doscientos cincuenta hombres en un comienzo, el número de trabajadores se elevó a veinticinco mil, en 1838. Era conocida como "Trinchera de San José" o "Trinchera de los Paraguayos".

Luego de administrar la justicia y la policía, el Dr. Francia organizó las fuerzas militares. La fuerza armada se componía de cinco mil hombres de tropas de línea, y de cerca de veinte mil de milicias. En tiempo del gobierno español solo había milicias muy mal organizadas. Solo después de la Revolución el Paraguay formó sus fuerzas armadas y esto fue obra del doctor Francia. La tropa de línea consistía esencialmente de caballería: húsares, cazadores, lanceros, granaderos a caballo y dragones y todos hacían igualmente el servicio a pie como infantes. Las tropas de línea debían ser de casta blanca, sin embargo, en 1824, se hizo una leva de seiscientos mulatos, que formaba el cuerpo de lanceros, mandado por blancos. Todos los paraguayos entraban al servicio como simples soldados, y el doctor Francia no los nombraba oficiales sino al cabo de muchos años de servicio y después de haber pasado por todos los grados anteriores.

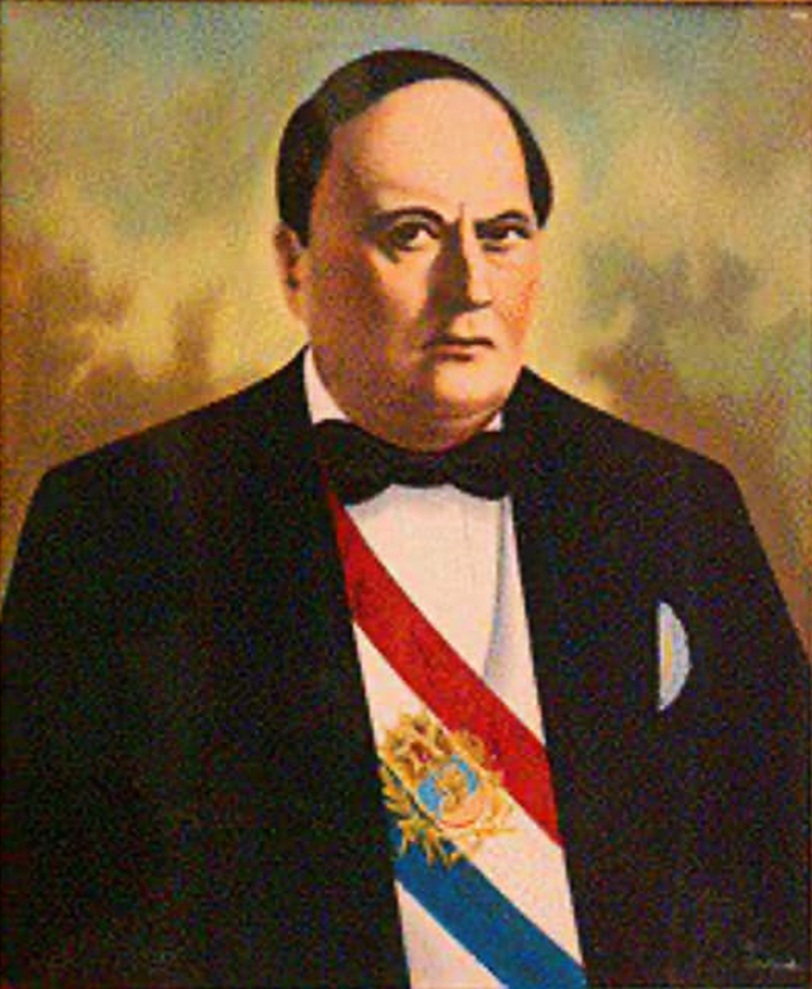
Carlos Antonio López

#### Presidencia de Carlos Antonio López
Ante dos vecinos antagónicos como Argentina y Brasil, el Paraguay tuvo a su vez que preparase para la invasión de cualquiera de estos países. Carlos Antonio López, hombre de estado, abrió las puertas del Paraguay al comercio internacional y a la diplomacia, fortaleciendo los lazos con sus vecinos, con los países europeos y con los Estados Unidos de América, prefirió la pluma a la espada, aunque no desatendió el entrenamiento de las tropas y su preparación ante un posible conflicto bélico por los problemas fronterizos, sobre todo con el Brasil.

#### Presidencia de Francisco Solano López

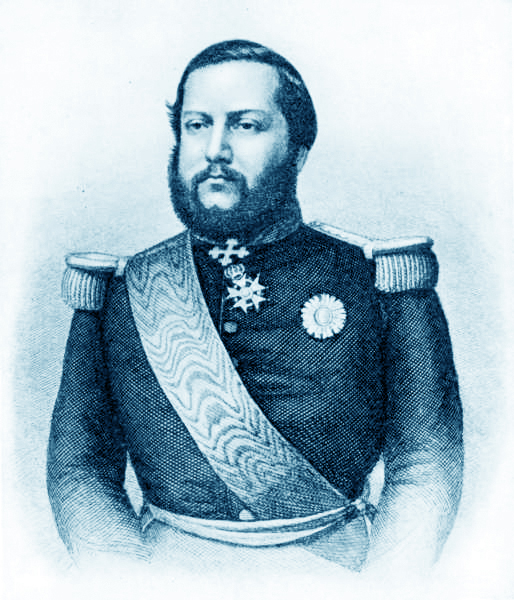
Francisco Solano López

Años antes de asumir como presidente, en 1853 viajó a Europa con rango diplomático, donde permaneció durante 18 meses recorriendo Francia, Italia, España e Inglaterra, a su regreso de Europa reasumió la cartera de Guerra y Marina.
Durante su gobierno, el ejército adquirió un poder inmenso, aumentando sus efectivos a 28 000.- hombres y teniendo una línea telegráfica de Asunción a Paso de Patria, sobre una distancia de 260 millas, para mejorar el control de la Defensa nacional. Sus propios hijos, a su corta edad, contaban con jerarquía militar: Juan Francisco, a los 15 años fue Coronel; Enrique, a los 11, Teniente, y Leopoldo, a los 7, Sargento. Todo el pueblo fue instruido militarmente en campamentos castrenses como Cerro León o Encarnación.

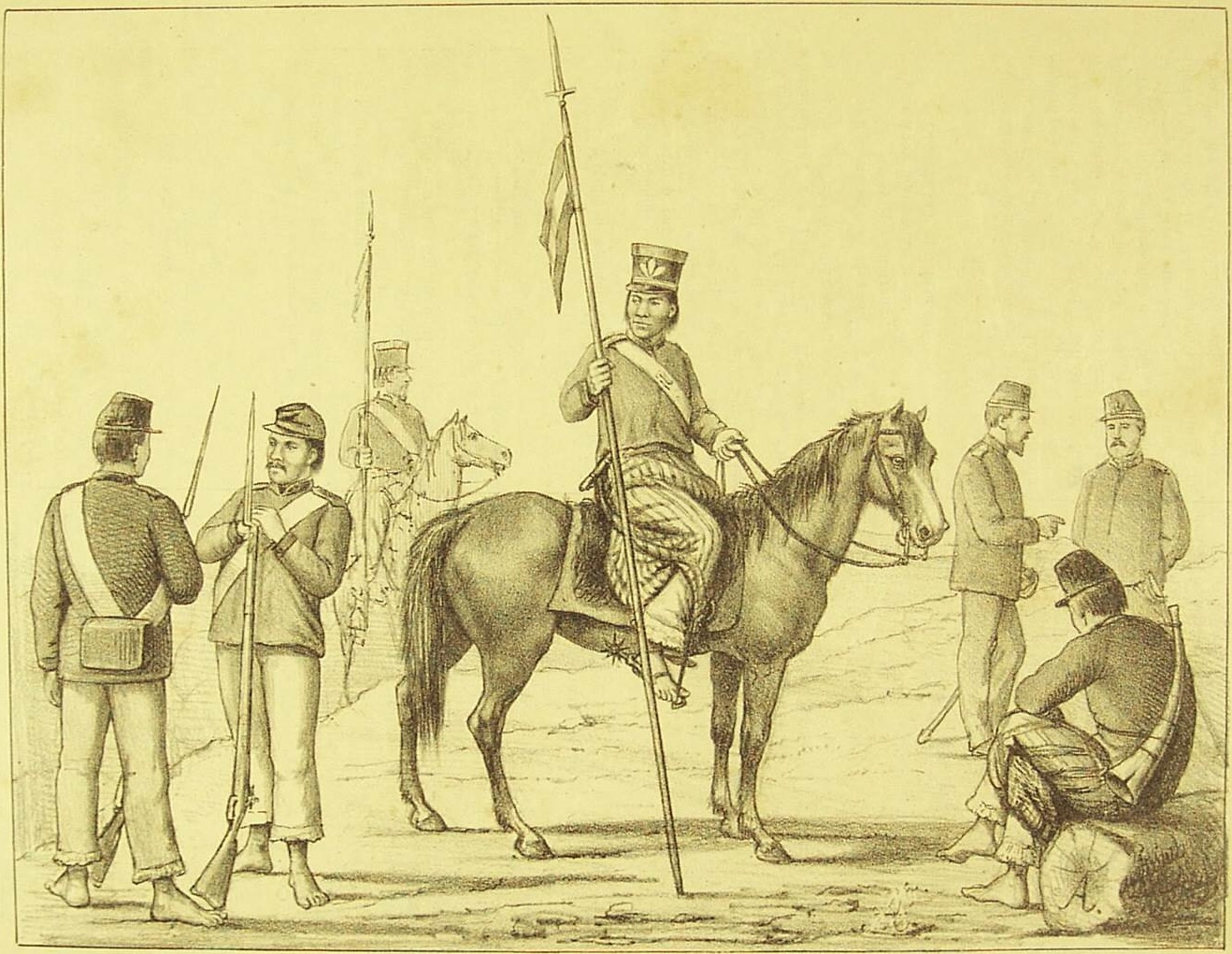
Uniformes de la caballería y la infantería del ejército paraguayo.

La modernización del ejército se amplió a todos los campos, y el gobierno de Francisco Solano López, construyó el primer horno siderúrgico de fundición de hierro de América del Sur en "La Rosada", así como el primer arsenal de construcciones navales, los barcos construidos en esos astilleron van hasta Hamburgo, Londres, Burdeos, Lisboa, Vigo, Cádiz.
Durante su corto mandato, se vivió la mayor tragedia histórica del Paraguay, la guerra de la Triple Alianza, en la que el Paraguay empezó con el siguiente contingente:
- Infantería - la mayor unidad era el batallón, que se componía de seis compañías con un efectivo de 100 a 110 hombres cada una.

- Caballería - constituida por regimientos compuestos de cuatro escuadrones con un efectivo de 100 a 120 hombres cada uno.

- Artillería - organizada en regimientos de cuatro a seis escuadrones o baterías, y cada uno de estos contaban con 90 a 100 hombres. También disponía de batallones de artillería pesada.

La Infantería contaba con fusil de chispa, la Caballería, dotada de algunos regimientos con carabina lisa de chispa y otros tan solos de sable o lanza. La Artillería, era de sistema de avancarga con cañones de ánima lisa y el calibre variaba entre seis a quince centímetros. Los proyectiles eran balas esféricas y tarros de metralla. La Ingeniería contaba con dos compañías de bogavantes con la misión de construir y conducir canoas.
- Armada - La fuerza entonces tenía una estructura naval dotada de 15 vapores armados. Eran barcos mercantes artillados y solo el “Tacuarí”, podría ser considerado como barco de guerra.

### Guerra contra la Triple Alianza

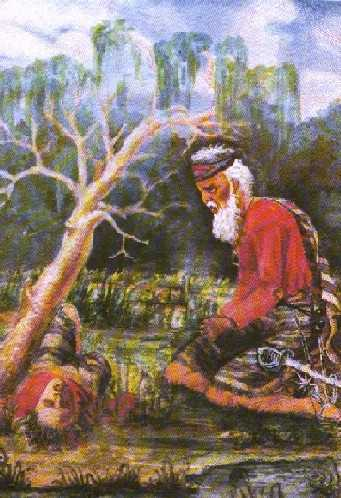
Soldado paraguayo ante el cadáver de su hijo, óleo de José Ignacio Garmendia (1841–1925)

En los inicios de la «Triple Alianza», el general Bartolomé Mitre había aseverado: «En 24 horas estaremos en los cuarteles, en quince días en campaña y en tres meses en Asunción», nada más errado, la guerra sería la más sangrienta de la historia sudamericana, y duraría de 1864 a 1870, y aunque el ejército aliado ocupó Asunción el 1 de enero de 1869, cuando se produjo el saqueo de Asunción, la guerra solo acabó con la muerte del mariscal Francisco Solano López en la batalla de Cerro Corá, en los confines del Paraguay.
Sin dudas, la batalla insignia del Ejército Paraguayo es la de Curupayty, librada el 22 de septiembre de 1866. López ordenó la inmediata fortificación de la zona, obra que concluyó el 21 de septiembre con el trabajo de toda la guarnición, compuesta de 5.000 hombres. El informe de la obra concluida de parte del general Díaz, recibió el mariscal López ese mismo día e inmediatamente ordenó al ingeniero Thompson para que inspeccionara la fortificación y elevara un informe técnico sobre la misma. El comisionado concluyó que la obra era fortísima y que podría ser defendida con ventaja.

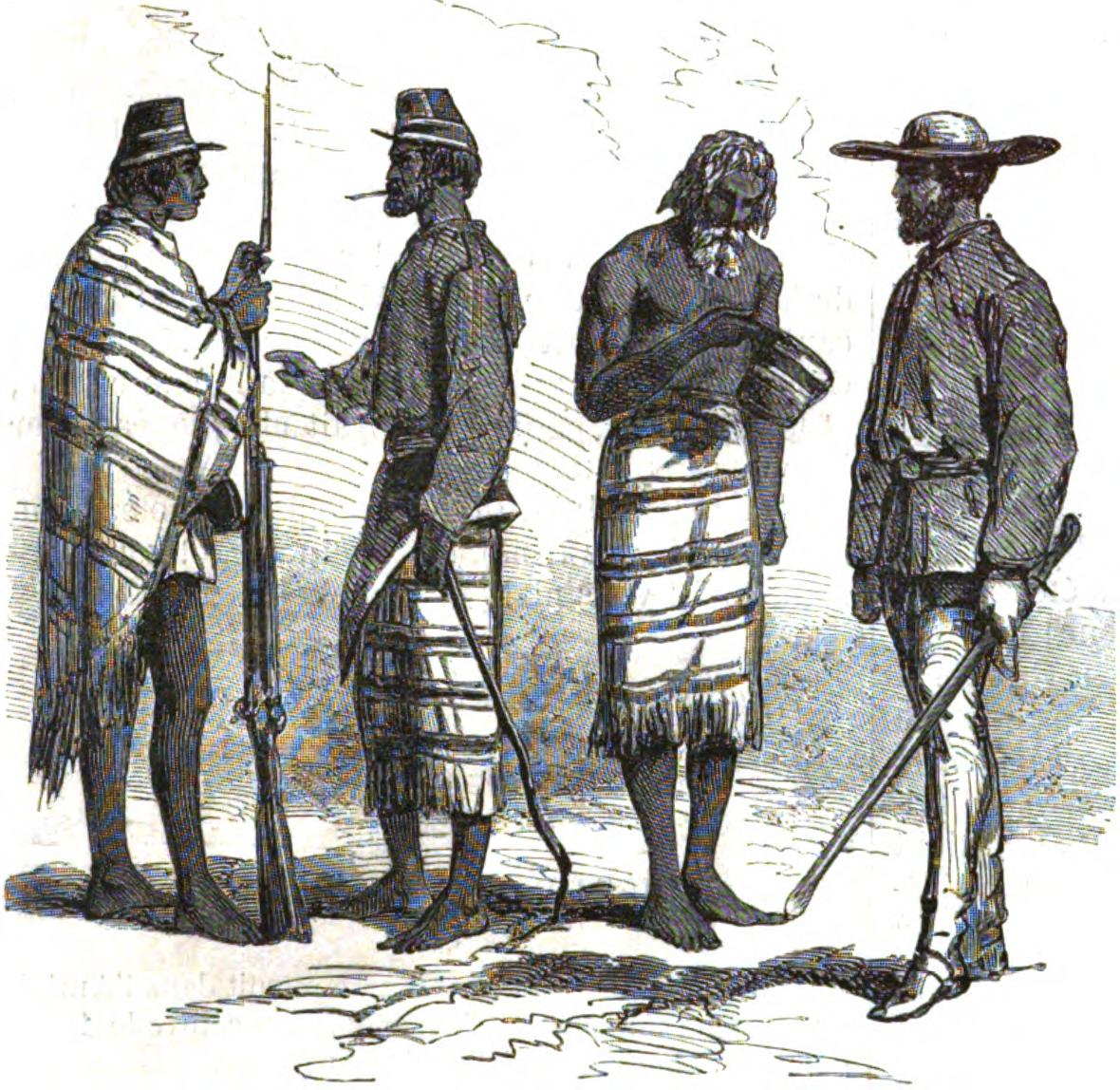
Oficiales y soldados paraguayos.

La posición fue artillada con 49 cañones más 13 piezas que fueron ubicadas sobre la costa del río, y otras dos en el ángulo de la trinchera, en su flanco derecho. Curupayty estaba defendida por las tres armas con un total de 5.000 hombres. El 17 de septiembre era la fecha previamente fijada para el ataque enemigo, pero debido a inclemencias del tiempo fue pospuesta para el día 22 de septiembre a las 7.00.
Los atacantes se preparaban con una fuerza de más de 20.000 hombres al mando del General Mitre, Comandante de las Fuerzas Aliadas. Pasadas las 7.00 del día señalado se movió la escuadra brasileña con sus 22 barcos y 101 piezas de artillería, iniciando su acción con un intenso bombardeo, desde una distancia que no era alcanzada por los cañones paraguayos. Poco después de haberse iniciado el bombardeo, la artillería terrestre aliada iniciaba un intenso cañoneo sobre los puestos avanzado de la trinchera paraguaya, después de soportar el fuego de ambas artillerías, durante 4 horas, sus ocupantes se replegaron a la posición principal. Después del mediodía, el almirante Tamandaré informaba a las fuerzas terrestres que la misión estaba cumplida, interrumpiéndose el fuego de la escuadra hacia el frente de Curupayty, para concentrarlo sobre las baterías ubicadas sobre el río.

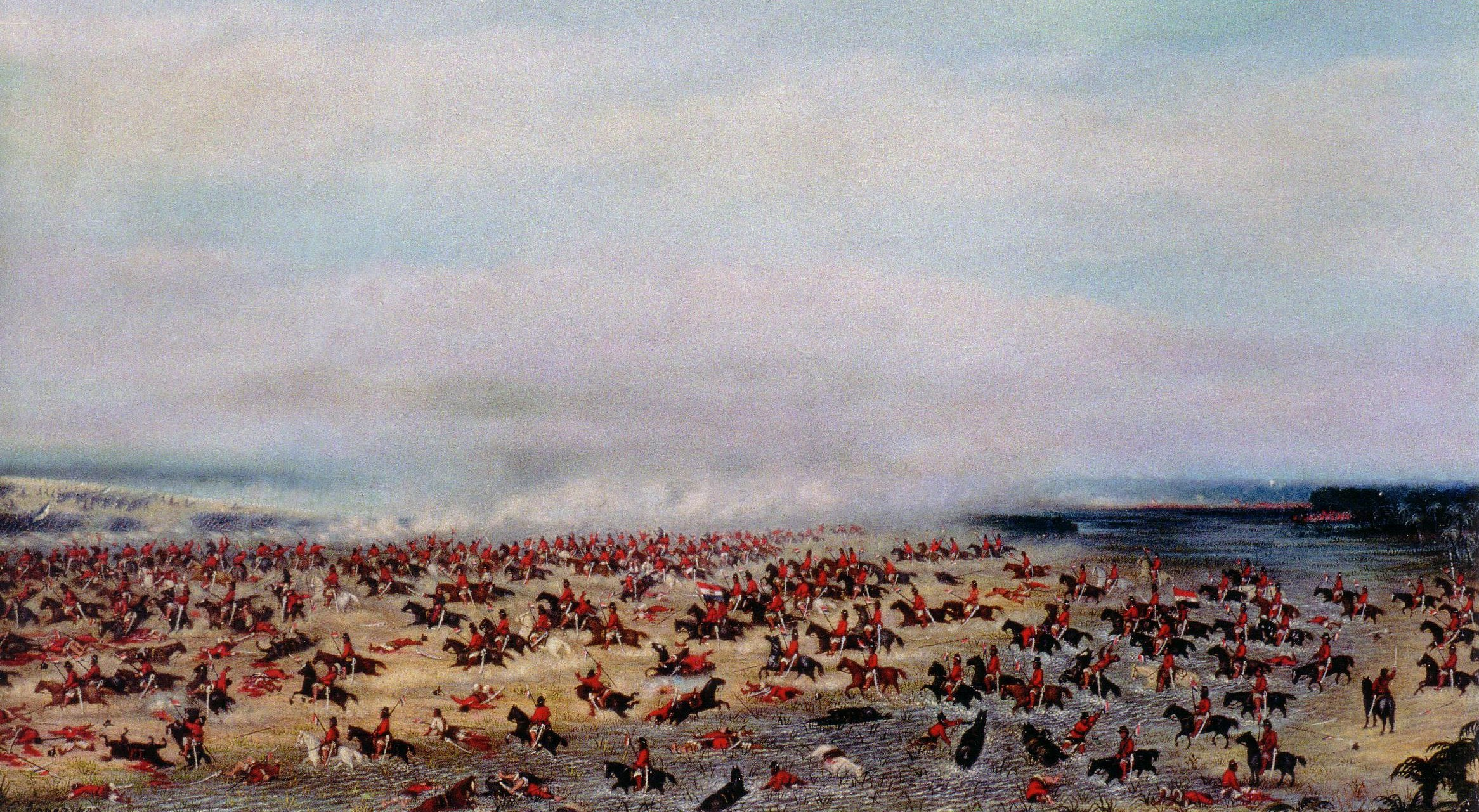
Representación de la batalla de Tuyutí

El esfuerzo principal del ataque llevaban las dos columnas del centro que sufrieron el fuego de la artillería paraguaya desde que se pusieron en movimiento que además debían soportar los inconvenientes ocasionados por el terreno cubierto de agua, y a pesar de todo se dispusieron para lanzarse al asalto sobre las posiciones, consiguiendo alcanzar la línea principal de resistencia, pereciendo todos los que hasta allí llegaban. La batalla terminó a las 16 horas con rotundo éxito para las fuerzas paraguayas. Después de esa memorable batalla y algunas victorias aisladas, el ejército sería sistemáticamente diezmado hasta caer finalmente con su mariscal en la batalla de Cerro Corá, el 1 de marzo de 1870 con la muerte de este y el fin de la guerra.
Aunque los historiadores e investigadores no se han puesto de acuerdo acerca de las bajas paraguayas, nadie discute que se vio reducida como mínimo un 25% de la población en las mejores estimaciones y 50% en las peores, utilizando datos históricos comprobables.

### Periodo pre-guerra del Chaco / Presidencia de Eusebio Ayala

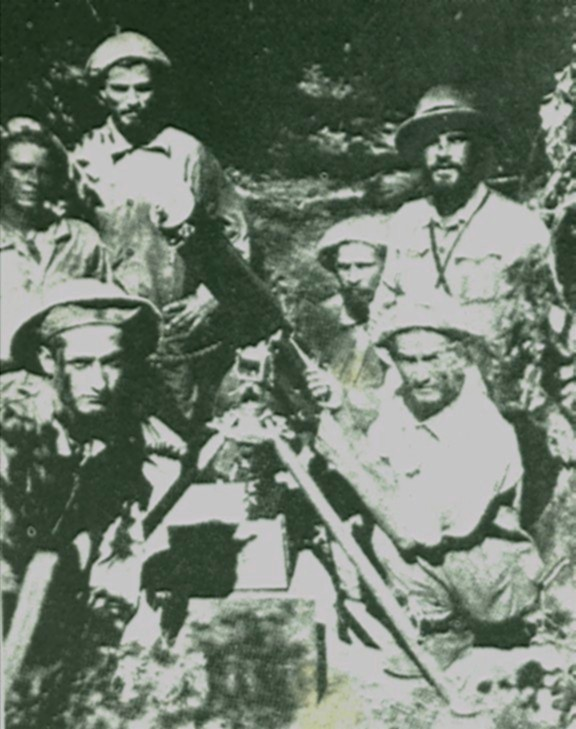
Nido de ametralladoras paraguayas.

Durante su mandato se desató la guerra del Chaco, la primera guerra moderna en la historia de Latinoamérica; el enorme despliegue de material bélico, municiones y tropas no tiene comparación con ningún otro conflicto en la región a lo largo del siglo. Durante tres años, 250 000 soldados bolivianos y 150 000 paraguayos se enfrentaron en los cañadones chaqueños.
El Paraguay no estaba preparado para la guerra, todo lo contrario, estaba sumido en una crisis económica, política y social que no lo dejaban despegar. Apenas empezaba a reorganizarse el sistema defensivo nacional. En 1926, el Estado Mayor Paraguayo aconsejó al gobierno en 1927 la compra de dos barcos de guerra para asegurar el dominio de las arterias fluviales, por lo que se resolvió la adquisición de dos cañoneros por Decreto PE número 26 603 del 21 de noviembre de 1927. Los mismos fueron construidos por SA Cantieri Navali Odero, de Génova, Italia; completados en 1930 y entregados en mayo de 1931 en Buenos Aires. Se bautizaron Paraguay (C1) y Humaitá (C2); y la Aviación Naval Paraguaya también fue creada en 1929, como el Servicio Aeronaval de la Armada Nacional, con ayuda del Tcnel. Ernesto Colombo, aviador italiano. Inicialmente tuvo un CANT-10 y un SIAI S59bis, seguido en 1932 por dos Macchi M18, además de compartir los entrenadores Morane-Saulnier MS-35 y MS-139 con la Aviación Militar.
La Aviación Naval Paraguaya tuvo una distinguida historia en la guerra del Chaco, durante la cual hizo el primer bombardeo aéreo nocturno de Latinoamérica con un Macchi M.18 (R5) contra posiciones bolivianas. Fue el 22 de diciembre de 1934.
El conflicto con Bolivia por la posesión del Chaco obligó a organizar en el Paraguay unas auténticas Fuerzas Armadas que, salvo los episodios de Albino Jara y de la guerra civil de 1922, se abocaron a la tarea específica de ejecutar la política del Estado en el Chaco, con lo que se obtuvo el triunfo en la guerra (1932/1935).
Hacia 1932 comienzan a darse algunos enfrentamientos, cada vez con mayor regularidad, en los puestos fronterizos. Los paraguayos y los bolivianos habían construido una línea doble de fortines en todo el territorio del Chaco y, en junio de 1932, la toma de uno de esos fortines por parte de una patrulla boliviana provoca una escalada militar que resulta en un conflicto abierto. La guerra continúa hasta el 12 de junio de 1935, fecha en que ambos países aprueban un protocolo de armisticio. En la Conferencia de Buenos Aires, el año 1936, se pone término al conflicto, atribuyendo a Paraguay la parte más grande del territorio disputado.

### Luego de la guerra del Chaco
El general Higinio Morínigo "politizó" el ejército volviéndolo "colorado". Luego del triunfo del partido Colorado en la guerra civil de 1947, las Fuerzas Armadas paraguayas se convirtieron, de hecho, en una milicia colorada, a la que no tenían acceso los paraguayos que no estaban afiliados al partido.
Las purgas de oficiales no adictos al régimen fueron moneda común y cientos de militares perdieron sus carreras y empleos en razón de consideraciones políticas. Cuando Alfredo Stroessner accedió al poder, en 1954, lo hizo como jefe del ejército particular del Partido Colorado.

### Dictadura de Alfredo Stroessner
Stroessner destacó en el ejército paraguayo y en 1954, fue escogido para ser General de División, y en mayo del mismo año encabezó un golpe de Estado en el cual fue derrocado Federico Chaves y en agosto de 1954 fue elegido por la Junta de Gobierno para Presidente. Fue reelegido en 8 legislaturas, en elecciones fraudulentas, siendo el único candidato: 1958, 1963, 1968, 1973, 1978, 1983 y en 1988. Fue el gobernante en el poder durante más tiempo un país latinoamericano, después de Fidel Castro.
Stroessner gobernó con el apoyo del ejército y el Partido Colorado. En este último llevó a cabo una serie de purgas que le facilitaron su control, con la finalidad de su prolongación en el poder. El partido gubernamental igualmente se convirtió en un entramado dedicado al reparto de favores. La corrupción se extendió de esta manera en lo que se recuerda como la "Trilogía: Gobierno-Partido-Ejército".
Las fuerzas armadas fueron frecuentemente utilizadas como medio "amedrentador" de la población, y no se permitía la incorporación de efectivos que no se "afiliasen" al partido oficialista, el Colorado. Asimismo actuó como medio represor de las manifestaciones y su temible fama se prestó para la comisión de abusos por parte de algunos militares en perjuicio de la población civil.

### Las fuerzas armadas en la actualidad
Por medio de un golpe militar en la noche del 2 y la madrugada del 3 de febrero de 1989, el general de división y consuegro de Stroessner, Andrés Rodríguez, derrocó a aquel obligándolo a renunciar y a partir del país en carácter de exiliado al Brasil, donde vivió el resto de su vida hasta su fallecimiento ocurrido el 16 de agosto de 2006.
Rodríguez llamó a elecciones libres y a una Convención Nacional Constituyente en 1992, a fin de promulgar una nueva Constitución Nacional.
A partir de allí, el presidente de la República ostenta además el título de comandante en jefe de las Fuerzas Armadas de la Nación, independiente de su calidad de civil o militar, y la institución tiende a achicarse.
Actualmente el jefe de las Fuerzas Militares (segundo en el mando después del presidente de la República) es el general Bernardino Soto Estigarribia, quien promueve una nueva imagen institucionalizada y respetuosa de las Fuerzas Armadas hacia la Constitución y las Leyes.
Actualmente, Paraguay es el país más "militarizado" de la región en términos de efectivos militares por km². En el Paraguay existen 5,86 militares/1 000 km² comparado con 4 de Bolivia; 2,11 de Argentina; y 1,88 del Brasil.

## Misión
La misión del Ejército Paraguayo está estipulada en la Constitución de Paraguay, así como en otras leyes y documentos oficiales. Según el artículo 238 de la Constitución paraguaya, la misión fundamental del Ejército es "garantizar la independencia, la soberanía y la integridad territorial de la República".
Además de la Constitución, existen otros documentos que establecen la misión y las funciones del Ejército Paraguayo. Uno de ellos es la Ley N.º 503/95 "Orgánica del Ejército Paraguayo", que define las atribuciones y responsabilidades del Ejército en el ámbito de la defensa nacional.
- Mantener la inviolabilidad de las fronteras terrestres de la República del Paraguay.
- Fortalecer el relacionamiento cívico-militar.
- Cooperar en caso de emergencias, cubrir las necesidades de defensa civil.
- Organizar, encuadrar y administrar reservas.
- Organizar, equipar y adiestrar a su fuerza para hacer frente a cualquier amenaza.
- Cooperar en las actividades de apoyo al desarrollo nacional del país;
- Cooperar con el desarrollo científico tecnológico del país..

## Misiones de paz de la ONU con que cuenta presencia
- Haití (MINUSTAH)
- Chipre (UNFICYP)
- República Democrática del Congo (MONUSCO)
- Chad y  República Centroafricana (MINURCAT)
- Costa de Marfil (ONUCI)
- Sudán (UNMIS)
- Liberia (UNMIL)
- República del Congo (MONUC)

## Orden de batalla
El Ejército Paraguayo está compuesto de un Regimiento de Escolta Presidencial formado con dos batallones (PM e Inf.), una sección blindada y una batería de artillería (de equipamiento (tres M-4A3 Sherman, cuatro EE-9 Cascavel, cuatro EE-11 Urutu, tres M2 con 20 mm, cuatro M-101 105 mm). Podría decirse que esta unidad “insignia” de los gobiernos militares, es estructural y materialmente la más fuerte del Ejército Paraguayo, el Regimiento de Escolta Presidencial es una unidad autónoma de otros comandos. El Ejército Paraguayo cuenta con tres Grupos de Artillería (GAC 1 12 88 mm QF-25, GAC 2 12 M-101 105 mm, GAA 13 40 mmM1A1, Oerlicon 20 mm, 6 M-55 4x12,7 mm) y un G.A. AA. Seis Batallones de Ingeniería, uno de comunicaciones, uno de Fuerzas Especiales, siete Regimientos de Infantería, y seis Regimientos de Caballería (R.C. 2 12 M3A1 5 operativo 20 M9 Semiorugas, R.C.3 24 EE-9 Cascavel, ( EE-11 Urutu). No cuenta con unidades de aviación orgánicas.
Cada una de las armas de ejército tiene una escuela administrada por su Comando. El Comando Logístico administra 10 direcciones de material, movilización, sanidad, etc. El Comando de Institutos Militares de Enseñanza del Ejército (CIMEE) administra 3 escuelas: la Academia Militar de Oficiales del Ejército "Mcal. López" (ACADEMIL) -en Capiatá-, el Colegio Militar de Suboficiales del Ejército "Tte. 1ºRva. Manuel Irala Fernández" (COMISOE) -en San Juan del Paraná-, Liceo Militar "Acosta Ñu" (LICEMIL) -en Ypané-. El CIMEE también administra el CIMEFOR (Centro de Instrucción Militar para Estudiantes y Formación de Oficiales de Reserva), presentes en cada unidad militar del país para el cumplimiento del S.M.O (Servicio Militar Obligatorio) de estudiantes secundarios.
Cada una de las 9 divisiones que componen los 3 Cuerpos de Ejército cuenta con uno o dos regimientos de infantería y/o caballería, su pelotón de ingenieros, sección de comunicaciones, Policía Militar, entre otros.

## Especialidades

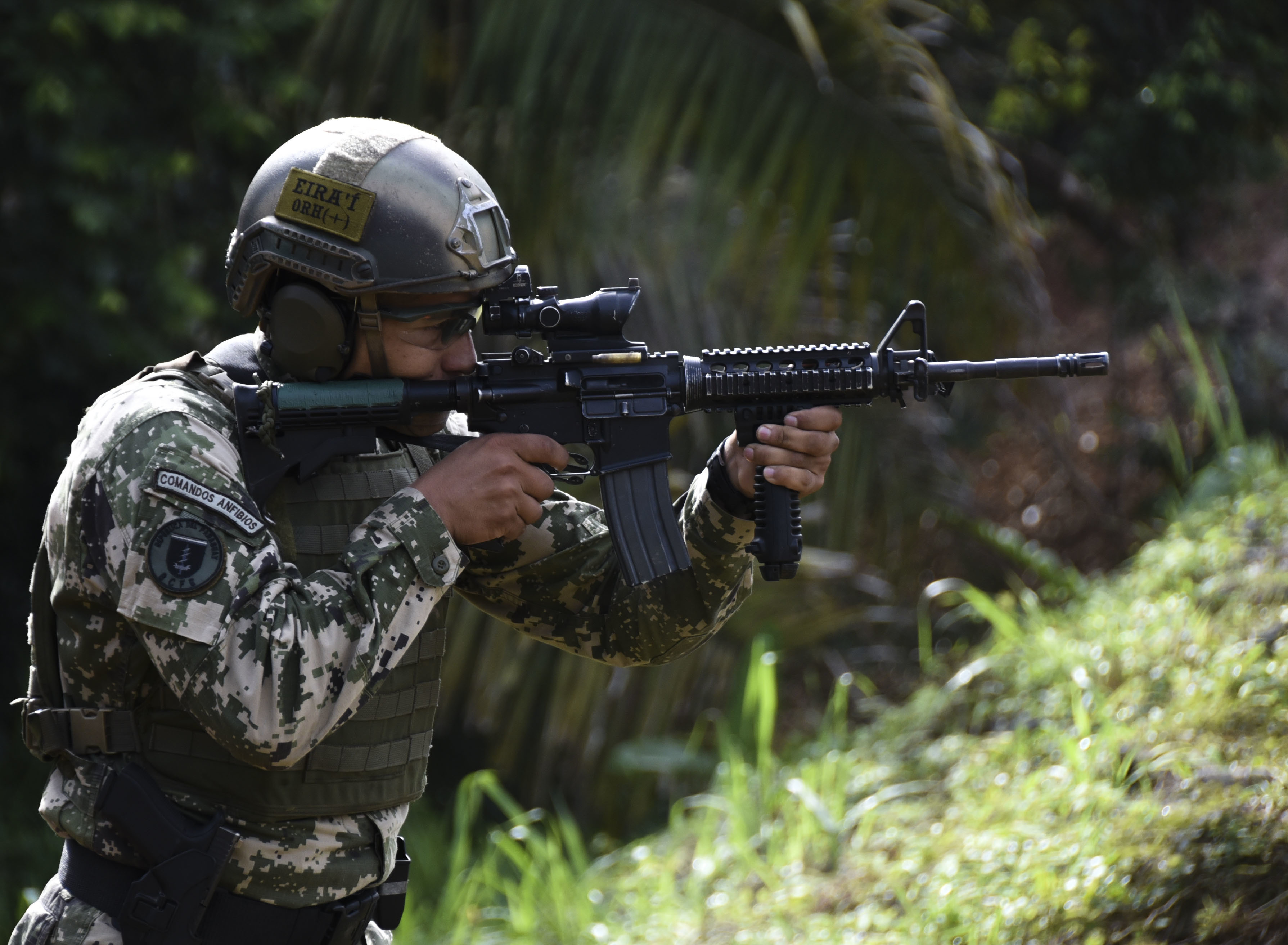

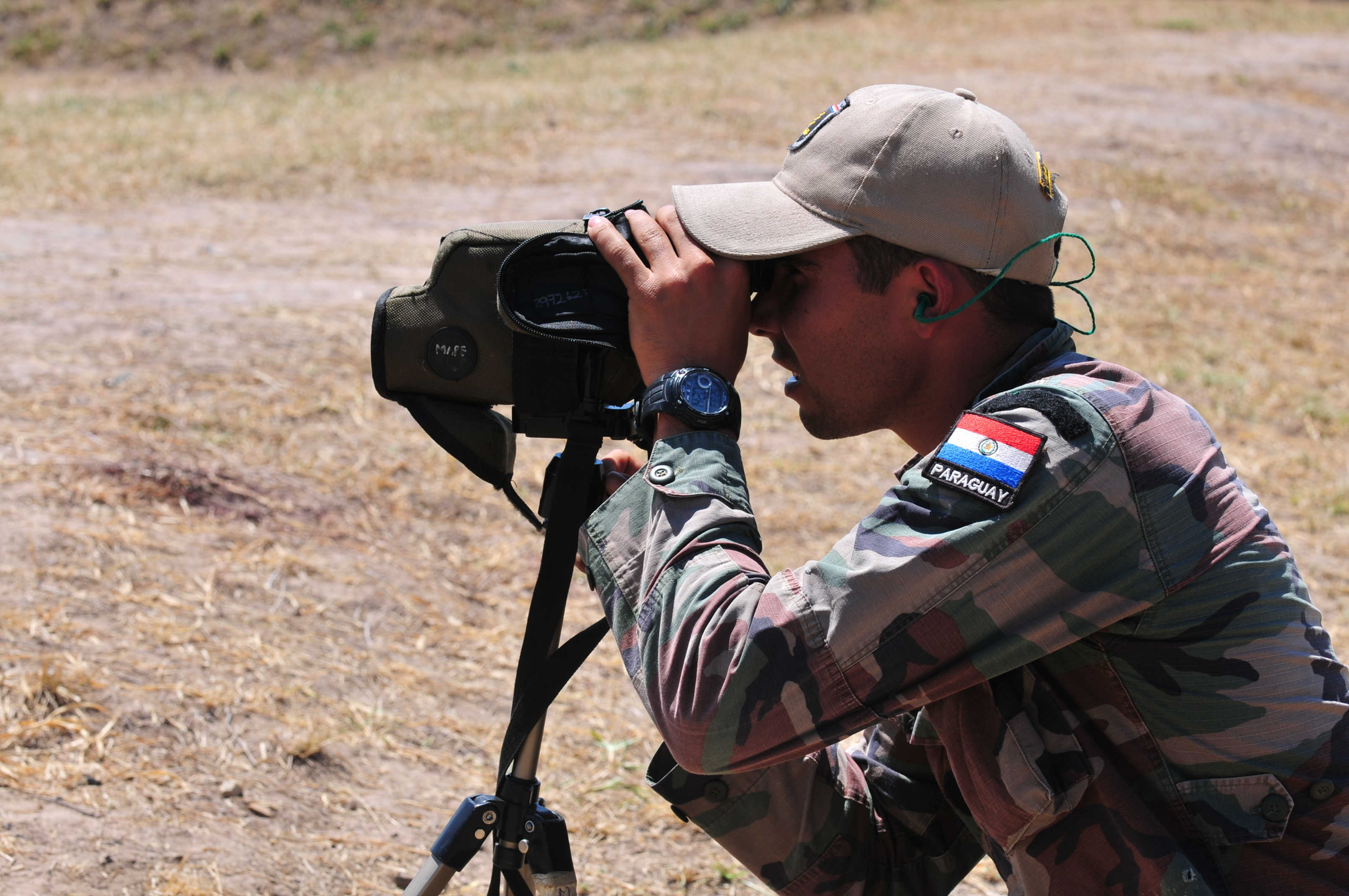

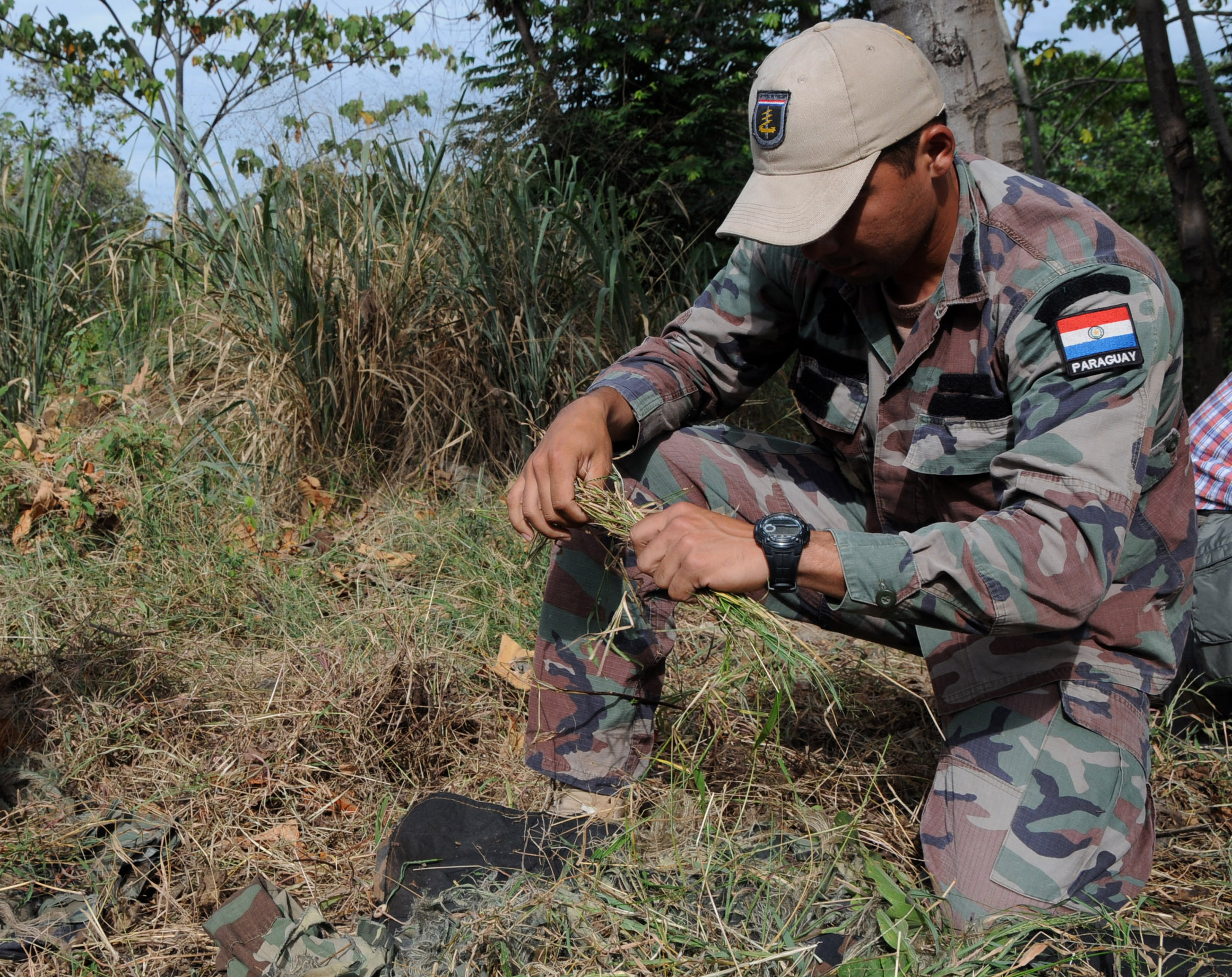

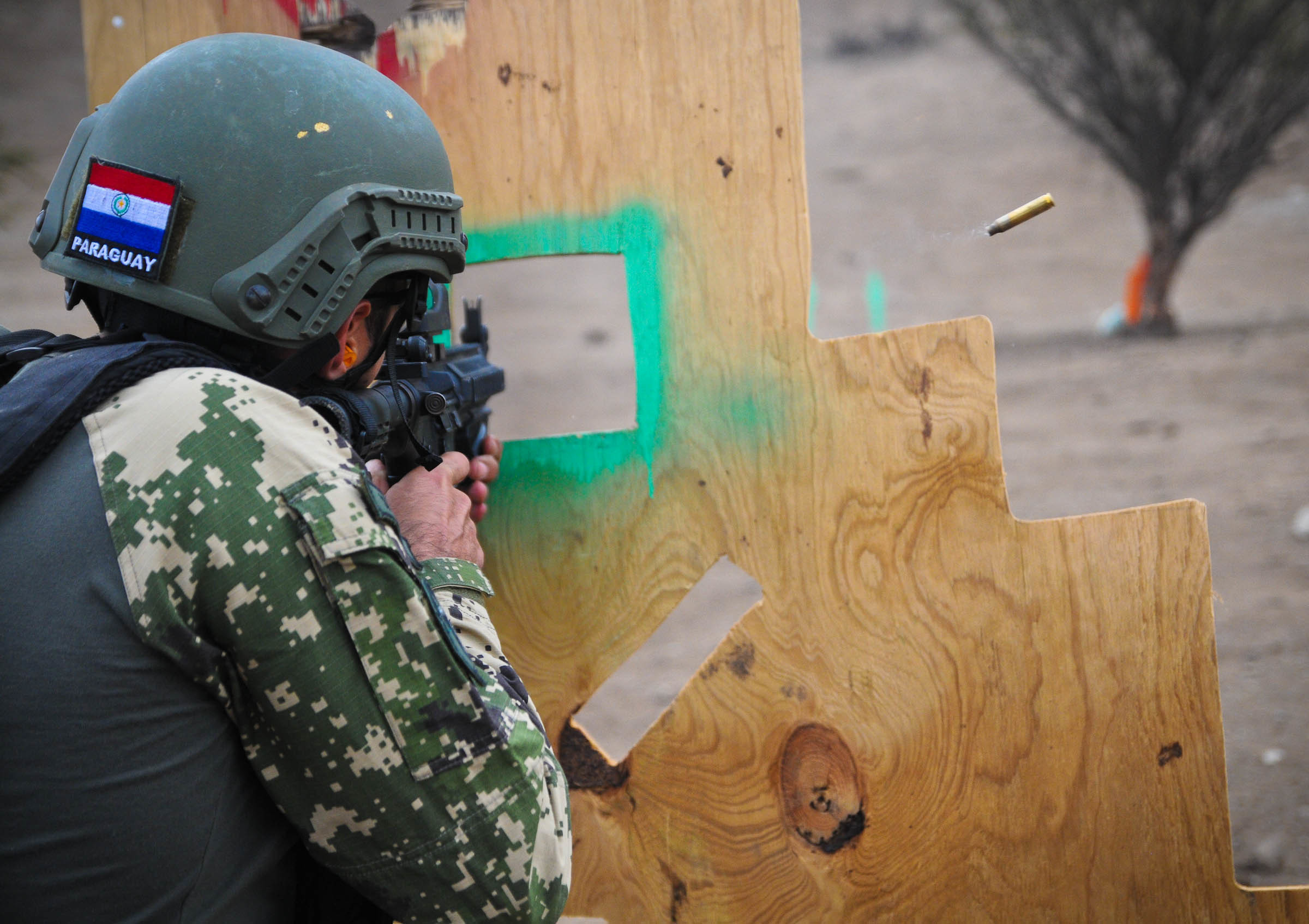

Dentro del Ejército, hay dos tipos de especialidades y se dividen en:
- Armas
  - Infantería
  - Caballería
  - Artillería
  - Ingeniería
  - Comunicaciones
  - Material Bélico

- Servicios
  - Intendencia
  - Sanidad
  - Justicia Militar
  - Religioso
  - Bandas de Músicos militares
  - Transporte
  - Servicio Agropecuario
  - Servicio Geográfico

### Organización

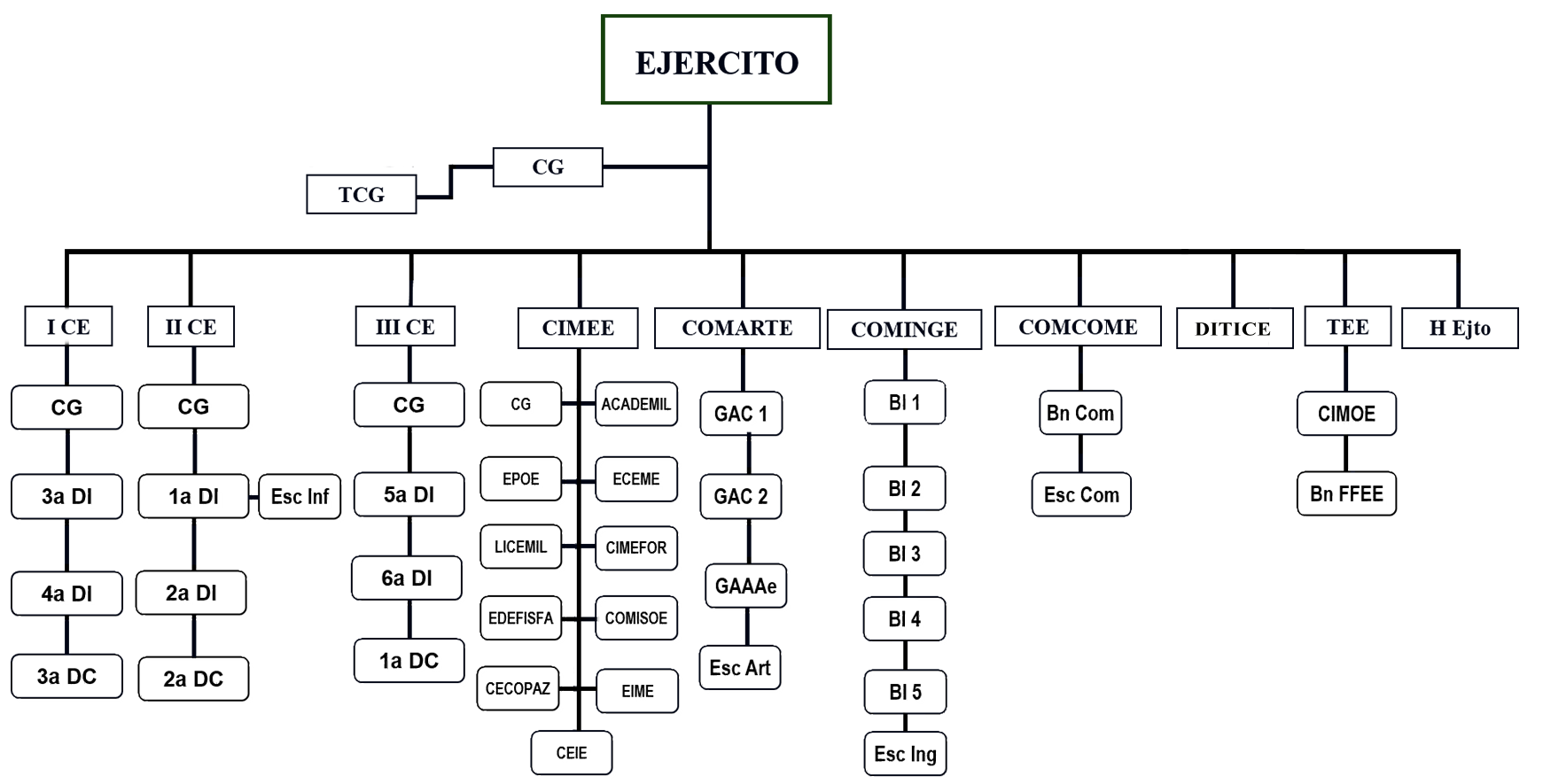
Esquema de despliegue del Ejército Paraguayo.

- Comando del Ejército. Base: Asunción.
  - Regimiento de Caballería No. 4 "Aca Carayá".
    - Escuadrón Hipomóvil. Sirve para reconocimiento en terrenos difíciles, movilidad silenciosa, apoyo comunitario, operaciones rurales, presencia ceremonial y preservación de la tradición histórica de la caballería paraguaya.

  - Regimiento de Guardia Presidencial. Base: Asunción.
- I Cuerpo de Ejército. Base: Curuguaty.
  - 3.ª División de Infantería.
    - Regimiento de Infantería No. 7 "24 de Mayo".
    - Regimiento de Infantería No. 8 "Piribebuy".
    - Regimiento de Infantería No. 9 "Ita Ybaté".

  - 4.ª División de Infantería.
    - Regimiento de Infantería No. 5 "Gral. José Eduvigis Diaz".
    - Regimiento de Infantería No. 6 "Boquerón".
    - Regimiento de Infantería No. 11 "Abay".
    - Regimiento de Infantería No. 12 "Rubio Ñu".

  - 3.ª División de Caballería.
    - Regimiento de Caballería No. 8 "Gral. Pedro Duarte".
    - Regimiento de Caballería No. 9 "Cap. Jose Matías Bado".
    - Regimiento de Caballería No. 10 "Cnel. Jose Florentín Oviedo.
- II Cuerpo de Ejército. Base: San Juan Bautista.
  - 1.ª División de Infantería.
    - Regimiento de Infantería No. 2 "Ytororo".
    - Regimiento de Infantería No. 4 "Curupayty".

  - 2.ª División de Infantería.
    - Regimiento de Infantería No. 1 "2 de Mayo".
    - Regimiento de Infantería No. 3 "Corrales".
    - Regimiento de Infantería No. 10 "Sauce".

  - 2.ª División de Caballería.
    - Regimiento de Caballería No. 2 "Cnel. Felipe Toledo".
    - Regimiento de Caballería No. 5 "Aca Verá".
    - Regimiento de Caballería No. 7 "Gral. José de San Martín".
- III Cuerpo de Ejército. Base: Mariscal Estigarribia.
  - 5.ª División de Infantería.
    - Regimiento de Infantería No. 13 "Tuyutí".
    - Regimiento de Infantería No. 14 "Cerro Corá"
    - Regimiento de Infantería No. 15 "Lomas Valentinas"

  - 6.ª División de Infantería.
  - 1.ª División de Caballería.
    - Regimiento de Caballería No. 1 "Cnel. Valois Rivarola".
    - Regimiento de Caballería No. 3 "Cnel. Vicente Mongelós".
    - Regimiento de Caballería No. 6 "Gral. Bernardino Caballero".
    - Regimiento de Caballería No. 11 "Gral. Jose María Bruguez".
- Comando de Tropas Especiales del Ejército. Base: Cerrito. Compuesto por una escuela de instrucción y un batallón.
- Comando de Artillería. Base: Paraguari. Compuesto por 3 Grupos de Artillería de campaña y un Grupo de Artillería Antiaérea. Además de una escuela y un regimiento de Infantería.
- Comando de Ingeniería. Base: Tacumbú. Conformado por una escuela de capacitación y 5 batallones.
- Comando de Comunicaciones. Base: Tacumbú. Conformado por una escuela y un batallón de instrucción/servicios.
- Comando de Institutos Militares de Enseñanza del Ejército (CIMEE). Formado por una Academia Militar, un liceo, una escuela de oficiales, una escuela de comando y el estado mayor, un colegio militar de suboficilaes y un centro de preparación y educación física.
  - Academia Militar "Mcal. Francisco Solano López" (ACADEMIL). Base: Capiatá. Formación de oficiales.
  - Colegio Militar de Suboficiales del Ejército "Tte. 1ºRva. Manuel Irala Fernández" (COMISOE). Base: San Juan del Paraná. Formación de suboficiales del Ejército.
  - Liceo Militar "Acosta Ñu" (LICEMIL). Base: Ypané, para la formación de oficiales de reserva, para jóvenes de entre 14 a 18 años que hayan culminado la E.E.B.
  - Centro de Instrucción Militar para Estudiantes y Formación de Oficiales de Reserva (CIMEFOR), presentes en cada unidad militar del país para el cumplimiento del S.M.O (Servicio Militar Obligatorio) de estudiantes secundarios -jóvenes de entre 18 a 25 años-, y formación de oficiales y suboficiales de reserva. Incluyen tres períodos, -el primero es obligatorio por ley-. Los rangos son: Aspirante, Cabo, Sargento -SubOficial de Rva.- y Subteniente -Oficial de Rva.-).
  - Centro de Entrenamiento Conjunto de Operaciones de Paz (CECOPAZ), institución clave que se encarga de capacitar a personal militar, policial y civil paraguayo para participar en operaciones de paz de las Naciones Unidas, así como en actividades de asistencia humanitaria dentro del país. Base: Asunción
- Comando Logístico. Base: Mariano Roque Alonso. Se compone por 10 direcciones generales y un hospital militar.
- Dirección General de Material Bélico (DIGEMABEL). Base: Piribebuy
- Dirección de Servicio de Intendencia del Ejército (DISERINTE). Base: Asunción
- Dirección de Servicio de Sanidad Militar de las FF.AA. (DISERSANFA). Base: Asunción
  - Instituto Técnico Superior de Sanidad Militar "Gral. SAN Dr. Victor Pastor Idoyaga Ayala" (ITSSM) Base: Asunción
- Dirección de Servicio Geográfico Militar (DISERGEMIL). Base: Asunción
  - Instituto Técnico Superior de Ciencias Geográficas (ITSCG). Base: Asunción
  - Instituto Técnico Superior de Mecánica Automotriz (ITSMA). Base: Asunción
- Dirección de Servicio Agropecuario (DISERAGRO). Base: Luque
  - Instituto Técnico Superior de Ciencias Agropecuarias (ITSCA). Base: Luque
    - Escuadra de Canes (K9). Sirve para entrenar, asistir y apoyar tareas agropecuarias, educativas, comunitarias, de servicio público, seguridad preventiva y promoción institucional.
- Dirección de Servicio de Bandas Militares (DISERBAMIL). Base: Mariano Roque Alonso
  - Instituto Técnico Superior de Bandas Militares (ITSBM). Base: Mariano Roque Alonso

## Equipamiento
El equipamiento del ejército terrestre paraguayo es diverso, la información de su equipamiento es con base en libros, noticias, fotos y licitaciones. En términos materiales el Ejército Paraguayo cuenta con el siguiente inventario:

### Armas de combate cuerpo a cuerpo
| Modelo                    | Notas                                                    |
| ------------------------- | -------------------------------------------------------- |
| Sable                     | Ceremonial                                               |
| Espadin                   | Ceremonial                                               |
| Lanza de caballería       | Ceremonial                                               |
| Hacha                     | Usado en todas las unidades                              |
| Machete                   | Usado en las unidades de combate contra el narcortráfico |
| Pala                      | Usado en todas las unidades                              |
| Navaja                    |                                                          |
| Cuchillo de supervivencia |                                                          |
| Bayoneta M5               | Complementario de los fusiles m1 garand                  |
| Bayoneta M7               | Complementario de los fusiles de asalto M16              |
| Bayoneta M9               | Complementario de los fusiles de asalto M4               |
| Bayoneta Yatagan          |                                                          |

### Armas ligeras
| Nombre | Origen                        | Tipo                                       | Calibre              | Notas |
| Pistolas | Pistolas                      | Pistolas                                   | Pistolas             | Pistolas |
| --- | ----------------------------- | ------------------------------------------ | -------------------- | --- |
| Humaitá 9mm | Paraguay                      | Pistola                                    | 9mm                  | Pistola moderna de fabricación paraguaya de la empresa BORR, primer lote suministrado en 2025. |
| Pistola Sig Sauer (modelos descocidos) | Estados Unidos(posible)       | Pistola                                    |                      | Cajas de pistolas de la marca Sig Sauer vistas durante el operativo Dakovo. |
| Beretta 92 | Italia                        | Pistola                                    | 9 x 19 mm Parabellum | |
| Browning Hi Power | Bélgica                       | Pistola                                    | 9 x 19 mm Parabellum | |
| Taurus PT92 | Brasil                        | Pistola                                    | 9 x 19 mm Parabellum | |
| Taurus PT24/7 G2 | Brasil                        | Pistola                                    | 9 x 19 mm Parabellum | |
| Glock 17 | Austria                       | Pistola                                    | 9 x 19 mm Parabellum | |
| Glock 19 | Austria                       | Pistola                                    | 9 x 19 mm Parabellum | |
| FN Five-seven | Bélgica                       | Pistola                                    | 5.7 x 28 mm          | |
| Beretta M9 | Estados Unidos                | Pistola                                    | 9 x 19 mm Parabellum | |
| Jericho 941 | Israel                        | Pistola                                    | 9 x 19 mm Parabellum | |
| HyK P9S | Alemania                      | Pistola                                    | .45 ACP              | |
| M1911 | Estados Unidos                | Pistola                                    | .45 ACP              | |
| IWI Desert Eagle | Israel                        |                                            |                      | |
| Subfusiles |                               |                                            |                      | |
| P-90 PDW | Bélgica                       | Subfusil                                   | 5.7 × 28 mm          | Adquiridos entre 2012 y 2014 |
| H&K MP5 | Alemania                      | Subfusil                                   | 9 x 19 mm Parabellum | Fuerzas especiales |
| HyK UMP9 | Alemania                      | Subfusil                                   | 9 x 19 mm Parabellum | |
| HyK VP70 | Alemania                      | Pistola ametralladora                      | 9 x 19 mm Parabellum | |
| Uzi | Israel                        | Subfusil                                   | 9 x 19 mm Parabellum | |
| Carl Gustaf M/45B | Suecia                        | Subfusil                                   | 9 x 19 mm Parabellum | |
| FAMAE SAF | Chile                         | Subfusil                                   | 9 x 19 mm Parabellum | |
| Madsen M/46 | Dinamarca                     | Subfusil                                   | 9 x 19 mm Parabellum | |
| Madsen M/50 | Dinamarca                     | Subfusil                                   | 9 x 19 mm Parabellum | |
| Madsen M/53 | Dinamarca                     | Subfusil                                   | 9 x 19 mm Parabellum | |
| Sten | Reino Unido                   | Subfusil                                   | 9 x 19 mm Parabellum | Observado en desfiles |
| ZK-383 | Checoslovaquia                | Subfusil                                   | 9 x 19 mm Parabellum | En reservas, capturadas en la guerra del chaco |
| II | Bolivia/ Imperio alemán       | Subfusil                                   | 9 x 19 mm Parabellum | En reservas, capturadas en la guerra del chaco |
| Steyr-Solothurn S1-100/MP-34 | Austria                       | Subfusil                                   | 9 x 19 mm Parabellum | En reservas, capturadas en la guerra del chaco |
| MP35 | Alemania nazi                 | Subfusil                                   | 9 x 19 mm Parabellum | En reservas |
| MP40 | Alemania nazi                 | Subfusil                                   | 9 x 19 mm Parabellum | En reservas |
| Subfusil M3 | Estados Unidos                | Subfusil                                   | 9 x 19 mm Parabellum | En reservas |
| PAM M1/M2 | Argentina                     | Subfusil                                   | 9 x 19 mm Parabellum | En reservas, se teoriza llegadas al país a través del contrabando o la adquisición en décadas pasadas. Variante argentina del M3 estadounidense. Usado por Argentina en la guerra de Malvinas. |
| Suomi KP/-31 | Finlandia                     | Subfusil                                   | 9 x 19 mm Parabellum | |
| Fusiles de Asalto |                               |                                            |                      | |
| AR PAG-M5(posible) | Paraguay                      | Fusil de asalto                            | 5.56 x 45 mm         | Fusil de asalto de fabricación paraguaya, ofrecida como ''producto en venta exclusiva para agencias gubernamentales'' de la empresa paraguaya Precision Armaments Group. La empresa forma parte de las 3 únicas empresas habilitadas por la Dimabel para fabricación y ensamblajes. El fusil cumple con diversos requisitos del ejército paraguayo como la plataforma M16 moderno, modos de fuego y la munición. Lo cual ''podría teorizar su uso'' por parte del gobierno paraguayo. |
| SIG Sauer MPX PCC | Estados Unidos(posible)       | Carabina                                   | 9 mm ?               | Unidades vistas durante el operativo Dakovo. Una unidad perteneciente al ex Gral. de la Fuerza Aérea Paraguaya detenido. |
| SA vz. 58 AR - SA vz. 58 sporter - SA vz. 58 Tactical | República Checa               | Fusil de asalto                            |                      | Los fusiles Vz. 58 y sus variantes fueron vistos durante el operativo Dakovo. |
| IWI TAVOR - IWI STAR-21 - IWI CTAR-21 | Israel                        | Fusil de asalto Bullpup                    | 5.56 x 45 mm         | [ 6 ] |
| UTAS XTR-12 | Turquía                       | Fusil de asalto                            |                      | Reconocido en el polígono de tiro de la Fuerza Aérea, confirmado las unidades durante el operativo Dakovo. |
| TR-1 AR | Estados Unidos                | Fusil de asalto                            |                      | Reconocido en el polígono de tiro de la Fuerza Aérea |
| UTAS 223 REM AR | Turquía                       | Fusil de asalto                            | 5.56 x 45 mm         | Reconocido en el polígono de tiro de la Fuerza Aérea, confirmado las unidades durante el operativo Dakovo. |
| AK-47 | Unión Soviética               | Fusil de asalto                            | 7,62 x 39 mm         | Llegados al país a través del tráfico de armamento, requisados por la DIMABEL |
| AKM | Unión Soviética               | Fusil de asalto                            | 7,62 x 39 mm         | Llegados al país a través del tráfico de armamento, requisados por la DIMABEL |
| T65K2 | República de China            | Fusil de asalto                            | 5.56 x 45 mm         | Fusil estándar |
| M4A1 (con sistema de armas modular según requerimientos de cada tirador) - M4 MOD. SR - M4 MOD. carabina | Estados Unidos                | Fusil de asalto                            | 5.56 x 45 mm         | Usado por unidades especializadas Los m4 poseen kits de sistemas de armas modular, que permiten a cada soldado reconvertir sus fusiles según los requerimientos para operaciones. Incluyendo fusiles M4 adaptados para tiradores designados/francotiradores. |
| Norinco CQ | China                         | Fusil de asalto                            | 5.56 x 45 mm         | Uso Limitado |
| Beretta AR70 | Italia                        | Fusil de asalto                            | 5.56 x 45 mm         | |
| PA md. 86 | Rumania                       | Fusil de asalto                            | 5.45 x 39 mm         | |
| M16 - M16A2 - M16A3 - M16A4 - Carabina M16 - CAR-15A2 - AR-16 civil | Estados Unidos                | Fusil de asalto Carabina AR semiautomatico | 5.45 x 39 mm         | |
| SIG SG 540 | Suiza                         | Fusil de asalto                            | 5.56 x 45 mm         | |
| CAR-15A2 | Estados Unidos                | Fusil de asalto                            | 5.56 x 45 mm         | |
| FN F2000 | Bélgica                       | Fusil de asalto Bullpup                    | 5.56 x 45 mm         | |
| Galil AR M21 | Serbia                        | Fusil de asalto                            | 5.56 x 45 mm         | Fusil galil serbio versión Zastava M21 |
| AR-M1F | Bulgaria                      | Fusil de asalto                            | 7.62 x 39 mm         | |
| AUG A1 | Austria                       | Fusil de asalto Bullpup                    | 5.56 x 45 mm         | |
| FN FAL | Bélgica                       | Fusil de asalto                            | 7.62 x 51 mm         | En reserva |
| H&K G3A3 | Alemania                      | Fusil de asalto                            | 7.62 x 51 mm         | En reserva |
| Indumil Galil ACE | Colombia                      | Fusil de asalto                            | 5.56 x 45 mm         | Uso en la Fuerza de Tarea Conjunta |
| Tipo 56 | China                         | Fusil de asalto                            | 7,62 x 39 mm         | |
| Escopetas |                               |                                            |                      | |
| Remington Mod. 870 | Estados Unidos                | Escopeta                                   | Cal. 12              | |
| Maverick | Estados Unidos                | Escopeta                                   | Cal. 12              | |
| SyW Mod. 3000 | Estados Unidos                | Escopeta acción de bombeo                  | Cal. 12              | |
| Mossberg tactical | Estados Unidos                | Escopeta                                   | Cal. 12              | |
| Fusil de Francotirador y Fusil de Tirador Designado |                               |                                            |                      | |
| Barrett M-107A1 | Estados Unidos                | Fusil antimaterial                         | .50 BMG              | Fuerzas especiales |
| Remington M24 | Estados Unidos                | Fusil de francotirador                     | 7.62 x 51 mm         | |
| Remington MSR .338 | Estados Unidos                | Fusil de francotirador                     | .338 Lapua Magnum    | Uso Limitado |
| IWI Galil SR | Israel                        | Fusil de francotirador                     | 7.62 x 51 mm         | Fusil de francotirador semiautomático |
| Mauser 98 | Imperio alemán                | Fusil de cerrojo                           |                      | Observado en desfiles |
| M1 Garand | Estados Unidos                | Fusil semiautimático                       | 7.62 x 63 mm         | |
| Fusiles Mauser - Mauser Mod. 1907 Paraguay - Mauser Mod. 1927 Paraguay Oviedo - Mauser Mod. 1895-91 Bolivia - Mauser Mod. Vz. 24 - Mauser Mod. 1891 Argentina - Mauser Mod. 1895 Chile - Mauser Mod. 1909-Vz. 32 Perú - Mauser FN Bélgica Mod. 1924 | Entregados por varios países. | Fusil de cerrojo                           | 7.65 x 53mm          | Los fusiles son utilizados para actos de desfiles, reserva, guardia, presidencial, actos ceremoniales, etc. Grandes existencias desde la guerra del chaco. |
| ZB vz. 24 | Checoslovaquia                | Fusil de cerrojo                           |                      | |
| ZB vz. 33 | Checoslovaquia                | Carabina                                   |                      | |
| Ametralladoras |                               |                                            |                      | |
| Browning M2 | Estados Unidos                | Ametralladora pesada                       | .50 BMG              | |
| FN M2HB | Bélgica                       | Ametralladora pesada                       | .50 BMG              | |
| Browning V-M3 | Estados Unidos                | Ametralladora pesada                       | .50 BMG              | Anteriormente utilizados en las aeronaves T-33 Shooting Star |
| M134 Minigun | Estados Unidos                | Ametralladora rotativa                     | 7.62 x 51 mm         | |
| GAU-17/A Minigun | Estados Unidos                | Ametralladora rotativa                     | 7.62 x 51 mm         | |
| FN MAG 60-20 | Bélgica                       | Ametralladora                              | 7,62 x 51 mm         | Utilizado en Land Rover Defender 110 y las brigadas de la Infantería de Marina |
| MAG 60-40 Coaxial | Bélgica                       | Ametralladora                              | 7.62 x 51 mm         | Utilizado en los EE-9 Cascavel |
| H&K 21E | Alemania                      | Ametralladora                              | 7,62 x 51 mm         | |
| M60E6 | Estados Unidos                | Ametralladora                              | 7.62 x 51 mm         | |
| IMI Negev | Israel                        | Ametralladora                              | 5,56 x 45 mm         | |
| Negev SF | Israel                        | Ametralladora                              | 5,56 × 45 mm         | |
| FALO 50-42 HB | Bélgica                       | Ametralladora                              | 7.62 x 51 mm         | Variante del fusil FN FAL convertido en ametralladora, con cañón alargado y bipode. |
| Tipo S Mod. 1938 | Suiza                         | Autocañón                                  | 20 x 110 mm          | Montados en vehículos blindados |
| Browning M1919A4 | Estados Unidos                | Ametralladora                              | 7,62 x 51 mm         | |
| Browning M1917 | Estados Unidos                | Ametralladora pesada                       | 7,65 x 54 mm         | |
| Browning M1928 | Argentina                     | Ametralladora pesada                       | 7,65 x 54 mm         | |
| ZB vz. 26 | Checoslovaquia                | Ametralladora                              |                      | |
| ZB vz. 30 | Bolivia                       | Ametralladora                              | 7.65 × 54mm          | En reserva, capturadas en la guerra del chaco |
| Madsen Mod.1926 | Dinamarca                     | Ametralladora ligera                       | 7.65 x 53mm          | Reserva |
| Maxim Mod 1891 | Argentina                     | Ametralladora pesada                       | 7.65 × 54mm          | Reserva |
| Maxim Mod 1902 Chile | Chile                         | Ametralladora pesada                       | 7.65 × 54mm          | Museo y reservas en el ECEME |
| Vickers-Berthier (VB) Mk-1 | Bolivia                       | Ametralladora ligera                       | 7.65 × 54mm          | En reservas, capturadas en la guerra del chaco |
| Vickers Mk.1 | Bolivia/ Reino Unido          | Ametralladora media                        | 7.65 × 54mm          | En reservas, mayormente capturadas en la guerra del chaco |
| Lanzagranadas |                               |                                            |                      | |
| M79 | Estados Unidos                | Lanzagranadas                              | Granada de 40 mm     | |
| M203 | Estados Unidos                | Lanzagranadas acoplado                     | Granada de 40 mm     | |
| M32 MGL o Milkor MGL | Sudáfrica                     | Lanzagranadas múltiple revólver            | Granada de 40 mm     | adquiridos entre 2013 y 2014 |

### Blindados
| Nombre                          | Origen         | Fabricante          | Tipo                                | Cantidad                                   | Notas                                                                                      |
| Tanques                         | Tanques        | Tanques             | Tanques                             | Tanques                                    | Tanques                                                                                    |
| ------------------------------- | -------------- | ------------------- | ----------------------------------- | ------------------------------------------ | ------------------------------------------------------------------------------------------ |
| M4A3 Sherman Repotenciado 105mm | Argentina      | Ford Motor Company  | Tanque medio                        | 3 unidades (donados por Argentina en 1971) | Actualizados con un cañón de 105 mm L44/57 FTR (retirados de servicio en 2018)             |
| M3A1                            | Estados Unidos | Ford Motor Company  | Tanque ligero                       | 15 unidades                                | Usados como material para entrenamiento de tripulaciones .                                 |
| Blindados                       |                |                     |                                     |                                            |                                                                                            |
| EE-9 Cascavel                   | Brasil         | Engesa              | Blindado multirol                   | 34 unidades                                | Reacondicionados en 2009.                                                                  |
| EE-11 Urutu                     | Brasil         | Engesa              | Transporte de tropa                 | 17 unidades                                | Reacondicionados en 2009 / 20 unídades serán donadas por Brasil esta en negociaciones 2025 |
| M5 Semioruga                    | Estados Unidos | Chrysler            | Semioruga                           | 28 unidades                                | Posiblemente almacenados                                                                   |
| M2 Semioruga                    | Estados Unidos | Chrysler            | Semioruga                           | 8 unidades                                 | Posiblemente almacenados, algunos armados con cañones antiaéreos Oerlikon de 20 mm         |
| M8/M55                          | Estados Unidos | Napco Industries    | Vehículo con afuste antiaéreo       | 10 unidades                                | Adaptados para uso antiaéreo, con cañones Oerlikon 20 mm (retirados de servicio)           |
| M3 semioruga                    | Estados Unidos | White Motor Company | semioruga de transporte de personal | 23 unidades                                |                                                                                            |

### Vehículos blindados y logísticos
| Nombre                          | Origen                          | Fabricante                      | Tipo                                                                   |
| Vehículos de transporte táctico | Vehículos de transporte táctico | Vehículos de transporte táctico | Vehículos de transporte táctico                                        |
| ------------------------------- | ------------------------------- | ------------------------------- | ---------------------------------------------------------------------- |
| Typhoon 4×4 MRAP                | EAU                             | Streit Group                    | Vehículo protegido contra emboscada resistente a minas                 |
| HMMWV                           | República de China              | AM General                      | Vehículo utilitario                                                    |
| Agrale Marrua                   | Brasil                          | Agrale                          | Vehículo de tipo todoterreno                                           |
| Land Rover Defender 130         | Reino Unido                     | Land Rover                      | Campero todoterreno                                                    |
| Vehículos de logística          |                                 |                                 |                                                                        |
| Engesa EE 25                    | Brasil                          | Engesa                          | Camión de carga militarizado                                           |
| Ford Cargo 17-22                | Argentina/ Brasil               | Ford                            | Camión                                                                 |
| MAN 630                         | Alemania                        | MAN Trucks                      | Camión                                                                 |
| MAN KAT1                        | Alemania                        | MAN Trucks                      | Camión                                                                 |
| Mercedes-Benz Atego             | Alemania                        | Mercedes-Benz Trucks            | Camión                                                                 |
| Mercedes-Benz OM614/OM625       | Alemania                        | Mercedes-Benz Trucks            | Camión                                                                 |
| Mercedes-Benz UNIMOG            | Alemania                        | Mercedes-Benz Trucks            | Camión de uso limitado                                                 |
| Mercedes-Benz Mod. 1418         | Brasil                          | Mercedes-Benz Trucks            | Camión                                                                 |
| Mercedes-Benz 1414/51           | Brasil/ Alemania                | Mercedes-Benz Trucks            |                                                                        |
| Ford Cargo 1717                 | Estados Unidos                  | Ford                            |                                                                        |
| M54 Cargo Truck                 | Estados Unidos                  |                                 |                                                                        |
| Foton Ausman                    | China                           | Foton Motor                     | Trailer multipropósito donados por Represa de Itaipú                   |
| Mercedes-Benz Atrón             | Brasil                          | Mercedes-Benz Trucks            | Utilizados en la armada paraguaya                                      |
| Vehículos de transporte         |                                 |                                 |                                                                        |
| Land Rover Defender 110         | Reino Unido                     | Land Rover                      | Campero todoterreno multiuso                                           |
| Mazda BT-50                     | Japón                           | Mazda                           |                                                                        |
| Mahindra Pickup                 | India                           | Mahindra                        |                                                                        |
| Fiat Fullback                   | Italia                          | Fiat                            |                                                                        |
| Isuzu D-Max                     | Japón                           | Isuzu                           |                                                                        |
| Volkswagen Amarok               | Alemania                        | Volkswagen                      |                                                                        |
| Agrale Amarok 4x2               | Alemania/ Brasil                | Agrale                          |                                                                        |
| Mitsubishi L200                 | Japón                           | Mitsubishi                      | Vehículo de tipo todoterreno                                           |
| Toyota Hilux                    | Japón                           | Toyota                          |                                                                        |
| Nissan Frontier                 | Japón                           | Nissan                          |                                                                        |
| Mercedes-Benz Sprinter 2GEN     | Alemania                        | Mercedes.Benz Group             | Furgoneta                                                              |
| M151 MUTT                       | Estados Unidos                  | AM General                      |                                                                        |
| Toyota Land Cruiser             | Japón                           | Toyota                          | Vehículo de tipo todoterreno multiuso                                  |
| Chevrolet S-10                  | Estados Unidos                  | Chevrolet                       | Vehículo de tipo todoterreno multiuso                                  |
| Ford Ranger                     | Estados Unidos                  | Ford                            | Vehículo de tipo todoterreno multiuso                                  |
| ARGO 8x8                        | Canadá                          | ARGO                            | 2 versiones todoterreno anfibios - 8x8 standad ruedas - 8x8 con orugas |
| Motocicletas                    |                                 |                                 |                                                                        |
| BMW K1600GT                     | Alemania                        | BMW Motorrad                    | [ 11 ]                                                                 |
| Kawasaki KLR 650                | Japón                           | Kawasaki                        |                                                                        |
| Yamazuky Furia 200              | Paraguay                        | Yamazuky                        |                                                                        |
| Cuatrimoto                      |                                 |                                 |                                                                        |
| Cuaciclón Eléctrico PTI         | Paraguay                        | Parque Tecnológico Itaipú       | Quad                                                                   |

Todas las versiones cuentan con modelos adaptados como ambulancias, tractores, y vehículos recuperadores.

### Ingeniería
| Nombre                  | Origen                  | Fabricante              | Tipo                    | Notas  |
| Vehículos de ingeniería | Vehículos de ingeniería | Vehículos de ingeniería | Vehículos de ingeniería |        |
| ----------------------- | ----------------------- | ----------------------- | ----------------------- | ------ |
| CAT 320D                | Estados Unidos          | Caterpillar             | Excabadora de orugas    |        |
| CAT 236D                | Estados Unidos          | Caterpillar             | Minicargadora           |        |
| CAT 140K                | Estados Unidos          | Caterpillar             | Motoniveladora          |        |
| CAT VHP-150             | Estados Unidos          | Caterpillar             | Motoniveladora          |        |
| WA200                   | Japón                   | Komatsu/Automaq         | Pala cargador           |        |
| BW211D-40               | Paraguay                | Automaq (posible)       | Aplanadora              |        |
| CAT 416E                | Estados Unidos          | Caterpillar             | Retroexcavadora         |        |
| 580N                    | Estados Unidos          | Case Corporation        | Retroexcavadora         |        |
| Ford 7000               | Estados Unidos          | Ford                    | Camión volquete         |        |
| MAN 6x6 grúa            | Alemania                | MAN Trucks              | Camión grúa             |        |
| Volvo L60E              |                         | Volvo Cars              | Palacargadora           | [ 12 ] |

### Artillería y Artillería Antiaérea
| Nombre                         | Origen         | Fabricante                                      | Tipo                                  | Cantidad        | Notas                                                                                         |
| Artillería                     | Artillería     | Artillería                                      | Artillería                            | Artillería      | Artillería                                                                                    |
| ------------------------------ | -------------- | ----------------------------------------------- | ------------------------------------- | --------------- | --------------------------------------------------------------------------------------------- |
| M108 Hotwitzer                 | Estados Unidos | Cadillac Motor Car División General Motors Corp | blindado de artillería autopropulsada | 6 unidades      |                                                                                               |
| Obús M101 de calibre 105mm     | Estados Unidos | Aniston Watervliet Ammunition Factory           | obús de campaña                       | 24 unidades     | 18 en el ejército, 2 en el regimiento de guardia presidencial y 2 en la Infantería de marina. |
| British Ordnance QF-25         | Reino Unido    | Denel LTY                                       | obús de campaña                       | 12 unidades     | Recibidos entre 1988 - 1992                                                                   |
| Bofors 75 mm Modelo 1934       | Suecia         | Bofors                                          | Cañón de campaña                      | 6 a 12 unidades |                                                                                               |
| Cañón Krupp de calibre 75mm    | Alemania       | Krupp A.G                                       | Cañón de campaña                      | 12 unidades     |                                                                                               |
| M/36 y L 40/60 de 40mm         | Suecia         | Bofors                                          | Cañón de campaña                      | 13 unidades     | 6 donados por Argentina entre los años 2007-2008                                              |
| Oerlikon Typ S (Mod 1938) 20mm | Suiza          | Oerlikon Contraves                              | Artillería antiaérea                  | 20 Unidades     | Algunas adaptaciones de afuste antiaéreo montadas en vehículos                                |
| Oerlikon GA- BO1 de 20mm       | Suiza          | Oerlikon Contraves                              | Artillería antiaérea                  | 3 Unidades      |                                                                                               |
| M8/M55 4 x 12,7 - 20mm         | Estados Unidos | Oerlikon Contraves                              | Artillería antiaérea                  | 6 Unidades      |                                                                                               |
| M1A1                           | Estados Unidos |                                                 | Artillería Antiaérea                  | 10 unidades     |                                                                                               |

### Morteros
| Nombre            | Origen         | Calibre  | Tipo              | Cantidad | Notas    |
| Morteros          | Morteros       | Morteros | Morteros          | Morteros | Morteros |
| ----------------- | -------------- | -------- | ----------------- | -------- | -------- |
| Brandt de 81 mm   | Francia        | 81 mm    | Mortero de 81 mm  | 118      |          |
| M-32 107 mm       | Estados Unidos | 107 mm   | Mortero de 107 mm | 8        |          |
| M-120 120 mm      | Estados Unidos | 120 mm   | Mortero de 120 mm | 38       |          |
| Morteros de 60 mm | España         | 60 mm    | Mortero de 60 mm  | 42       |          |

### Material Anti-blindados
| Nombre                  | Origen                  | Tipo                          | Cantidad                | Notas                   |
| Armamento anti-material | Armamento anti-material | Armamento anti-material       | Armamento anti-material | Armamento anti-material |
| ----------------------- | ----------------------- | ----------------------------- | ----------------------- | ----------------------- |
| CSR M40A1               | Estados Unidos          | Cañón sin retroceso de 106 mm | 6 unidades              |                         |
| FSR M20                 | Estados Unidos          | Cañón sin retroceso de 75 mm  | 31 unidades             |                         |
| FSR M18                 | Estados Unidos          | Cañón sin retroceso de 57 mm  | 32 unidades             |                         |
| Bazuca M-20             | Estados Unidos          | Cañón Antitanque portátil     | 136 unidades            |                         |
| M-72 A7 LAW             | Estados Unidos          | Misil antitanque              | 80 unidades             | [ 13 ]                  |

### Drones
| Nombre                 | Origen     | Tipo          | Notas                                                                           |
| Drone VANT             | Drone VANT | Drone VANT    | Drone VANT                                                                      |
| ---------------------- | ---------- | ------------- | ------------------------------------------------------------------------------- |
| Autel EVO MAX 4N       | China      | Cuadricóptero | En contratos. (En adquisición)                                                  |
| DJI Mavic              | China      | Cuadricóptero | Los vant empezaron a ser observados en videos del Ejército Terrestre Paraguayo. |
| DJI Inspire 2          | China      | Cuadricóptero |                                                                                 |
| DJI Mavic 3            | China      | Cuadricóptero | [ 14 ]                                                                          |
| DJI Matrice RTK 300/50 | China      | Cuadricóptero | Operados por el batallón de inteligencia militar y la Fuerza de Tarea Conjunta. |
| DJI Air 3S/2S          | China      | Cuadricóptero | Operados por la Prefectura General Naval                                        |

### Dimabel
La Dimabel de las fuerzas armadas, declaró en octubre de 2016 que resguardaba más de 10.000 armas de fuego (que tenían procesos penales admitidos por la fiscalía). Entre estos se nombran todo tipo de armas cortas como pistolas y revólveres, así como armas largas escopetas, rifles y ametralladoras. En casos especiales también nombran armamento de alto poder explosivo y de guerra como las granadas. Sin embargo, No se cuentan con registros reales de si estas armas suelen utilizarse en el servicio de las Fuerzas Armadas, ya que la Dimabel cumple el rol de ser el depósito de este tipo de armamento para la organización, así como para la policía y senad. También es el depósito de todo tipo de arsenal proveniente del tráfico ilegal de armamento que es incautado.

## Grados
Las estrellas usadas por oficiales del ejército y la fuerza aérea (desde los subtenientes, tenientes, tenientes de 1.º y capitanes) son de color plateado. Los usados por los oficiales superiores (mayor, teniente coronel y coronel) son doradas. La rama del oficial en el ejército y/o fuerza en que se ocupe se representa por el color de los cojines circulares bajo las estrellas, que es también el mismo color utilizado para el galón:
- Rojo (infantería);
- Rosado (caballería);
- Rojo oscuro rojo (ramas de apoyo como cuerpo de Artillería, Ingenieros, Comunicaciones e Inteligencia);
- Verde (logística y transporte);
- Púrpura (servicios médicos).

Distintivos especiales son utilizados por los Generales, los que consisten en una representación de ramos de olivo y de palma en el escudo nacional, bordados en hilo de oro.

### Oficiales
La formación de los oficiales se realiza en la Academia Militar Mariscal Francisco Solano López del cual egresan con el rango de subteniente. Al igual que en el caso de los oficiales del ejército, el ejército reclutado se representa por el color de sus galones y barras. Los colores y sus significados son los mismos que los que se explica más arriba.